# Marie-Maximilienne de Silvestre
Pour les articles homonymes, voir Silvestre.
Marie-Maximilienne de Silvestre, née le 14 décembre 1707 à Paris et morte le 3 février 1798 à Versailles, est une peintre française qui fut aussi la dame de compagnie de Marie-Josèphe de Saxe.

## Biographie

### Formation
Marie-Maximilienne de Silvestre est la fille des peintres Louis et Marie-Catherine Hérault qui se chargèrent de son éducation. Son père appartient à une famille dont les membres se transmirent le titre de maîtres à dessiner des enfants de France. Elle est la plus jeune des enfants et a une sœur, Marie Thérèse de Silvestre (1721-1757), et un frère, François Charles de Silvestre (1712-1780).

### Carrière artistique
À 8 ans, la famille part habiter en Saxe car son père est nommé premier peintre du roi de Pologne, Auguste II. Jeune, elle copie déjà les œuvres de son père au pastel. Elle devient alors professeure de dessin et lectrice de Marie-Josèphe de Saxe et sa confidente. Lorsque cette dernière devient dauphine et se rend en France en 1747, Marie-Maximilienne de Silvestre est la seule de ses serviteurs autorisée à l'accompagner,. Elle reçoit des éloges de Maurice de Saxe pour ses conseils sages. Elle sert d’intermédiaire entre la dauphine et la cour de Dresde. Elle sera au service de la Dauphine pendant plus de vingt ans.
Elle présente également le travail de Pietro Rotari, un peintre italien, à la dauphine. En 1762, elle accueille également Carlo Goldoni en obtenant sa nomination comme lecteur des filles du roi auxquelles il enseigne l'italien.

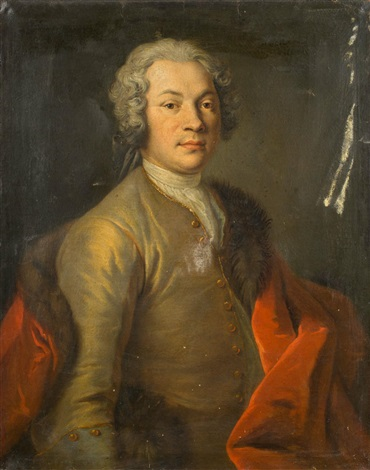
portrait d'un homme, Marie-Maximilienne de Silvestre, 1731